# Bastard Saints
Bastard Saints ist eine italienische Brutal-Death-Metal- und Grindcore-Band aus Varese, die 1997 gegründet wurde.

## Geschichte
Die Band wurde 1997 von dem Gitarristen Fiorenzo Quintiero und dem Sänger Andrea Marino gegründet, wobei der Bandname durch einen Liedtitel der Band Sinister zustande kam. 1998 folgte ein erstes Demo unter dem Namen Hanged for a Blessed Masturbation. Kurze Zeit später wurde mit dem Bassisten Fabio Coviello von Nefas die EP Disinfect with Terrorism aufgenommen. Diese erschien im Jahr 2000 als Split-Veröffentlichung mit Christ Denied über Macabre Mementos Records. Im selben Jahr kam Paolo Rossi als Bassist hinzu. 2002 schloss sich über The Flood Records unter dem Titel Ropes Above an Abyss of Fury eine weitere Split-Veröffentlichung an, an der auch Nefas teilnahm. Zusammen gingen beide Bands auf eine kleine Europatour mit Auftritten in Tschechien, Deutschland und Belgien, um die Veröffentlichung zu bewerben. 2002 spielte die Band mit Antigama, Nefas und Pignation auf dem Grind Manifesto in Polen, wo eine gemeinsame Veröffentlichung unter dem Namen Grind Manifesto 2 erschien, auf denen alle vier Bands mit Liedern, die auf dem Festival gespielt wurden, enthalten sind. Danach ging es auf eine Tour durch Europa. Nach mehreren Besetzungswechseln kam im selben Jahr Simone Sgarella als neuer Schlagzeuger zur Gruppe. 2003 wurde die selbstproduzierte EP La Uno Bianca: To Arm the Integrity in den Avatars Studios in Mailand aufgenommen und von Tom Pagotto abgemischt. 2004 erschien die EP La Uno Bianca: Hydrophobia in Uniform inklusive der Aufnahme einer Coverversion von Agnostic Fronts Friend or Foe. 2005 folgte eine Split-Veröffentlichung mit Antigama, die über Antiself Records unter dem Namen Radiation Sickness / Thirteen Stabwounds veröffentlicht wurde, wobei die Band hierauf auch Mortician coverte. Auszüge hiervon sind auf den Samplern Musik Terro Vol. 1 von Morbid Records, Brutal Assault 6.66 von Shindy Records (Tschechien), Propulsive Symphonies (Frankreich), Sadist Compilation (Indonesien) und Horrorific Liquiscent Aftermath (Australien) enthalten. Zu Thirteen Stabwounds wurde in den Boulevard Studios unter der Leitung von Morris Favalessa auch ein Video erstellt. Im November 2009 spielte die Band in Sankt Petersburg auf dem Petrogrind Fest, ehe 2010 über Burning Dogma Records eine Kompilation aller bisher aufgenommenen Lieder unter dem Namen Inhale the Futuristic Filthiness veröffentlicht wurde. 2012 erschien das Debütalbum The Shape of My Will bei The Spew Records, einem Sub-Label von Punishment 18 Records. Das Album war bereits 2008 im 16 Cellar Studio aufgenommen und im Anschluss in Mailand im Massive Arts Studio von Alberto Cutolo gemastert worden. 2012 kamen Tom Pagotto als neuer Schlagzeuger und Andrea Serrao als neuer Gitarrist hinzu. Bisher trat die Band unter anderem zusammen mit Gruppen wie Awful, Cripple Bastards, Necrodeath, Purgatory, Sanatorium, Antigama, Behemoth, November, Cadaveria, Horrid, Mind Snare, Dysmorphic, Brainwash, Goreopsy, Necrophagist; Disgorge, Cerebral Turbolency, Inferia, Sickening und Hateful auf. Auch war die Gruppe auf Festivals wie dem Assault Brutal, dem Grind Your Mother und dem Metal Disorder zu sehen.

## Stil
Stephan Möller von Metal.de schrieb in seiner Rezension zu The Shape of My Will, dass die Gruppe Brutal Death Metal spielt, wobei durch den Einsatz von nur einer Gitarre der Bass stärker in den Vordergrund rücke. Die E-Gitarre spiele dabei technisch relativ anspruchsvolle Riffs. Die Geschwindigkeit sei meist hoch und werde nur selten gedrosselt. In den Songs seien auch Einflüsse von geradlinigem Grindcore hörbar. Dead Evangelist Praying erinnere mit seinen Slam-Versatzstücken schon fast an moderneren Deathcore. Im weiteren Verlauf kämen auch Gemeinsamkeiten zu Cannibal Corpse zu Zeiten von Tomb of the Mutilated auf. Insgesamt ergäben sich die Songs aufgrund der hohen Geschwindigkeit als wenig eingängig. Björn Backes von Powermetal.de rezensierte das Album ebenfalls und fasste die Musik als aggressiven Grindcore zusammen, bei dem die Band größtenteils auf konventionelle Songstrukturen verzichte. Die Lieder seien dabei recht vielseitig gestaltet und für Fans von Cannibal Corpse und Brutal Truth geeignet. Joe A. von musikreviews.de beschrieb die Musik des Albums als Death-Metal-lastigen Grindcore, der sauber produziert aber „trotzdem rotzig“ sei. Die Lieder seien durch Breaks geprägt und man könne immer wieder Slap-Klänge des Basses hören. Joe A. empfahl das Album ebenfalls Fans von Brutal Truth.

## Diskografie
- 1998: Hanged for a Blessed Masturbation (Demo, Eigenveröffentlichung)
- 2000: Christ Denied / Bastard Saints (Split mit Christ Denied, Macabre Mementos Records)
- 2002: Grind Manifesto 2 (Split mit Antigama, Nefas und Pignation, Eigenveröffentlichung)
- 2002: Ropes Above an Abyss of Fury (Split mit Nefas, The Flood Records)
- 2003: La Uno Bianca: To Arm the Integrity (EP, Eigenveröffentlichung)
- 2004: La Uno Bianca: Hydrophobia in Uniform (EP, Eigenveröffentlichung)
- 2005: Radiation Sickness / Thirteen Stabwounds (Split mit Antigama, Antiself Records)
- 2010: Inhale the Futuristic Filthness (Kompilation, Dogma Records)
- 2012: The Shape of My Will (Album, The Spew Records)